# Let Love Lead the Way
"Let Love Lead the Way" é uma canção do girl group britânico Spice Girls, lançado como uma das duas canções escolhidas como carro-chefe, do seu terceiro álbum de estúdio, Forever (2000). O single foi lançado internacionalmente como um single duplo A-side com "Holler". Chegou ao número um no Reino Unido, tornando-se o nono single número um do grupo.

## Antecedentes
Depois de lançar "Goodbye", como seu primeiro single sem a integrante Geri Halliwell, em 1998, a banda fez uma pausa e só voltou a um estúdio de gravação em meados de 1999, quando Rodney Jerkins, se inscreveu para dar um novo  som ao álbum. Jerkins disse: "Eu saí para jantar com um casal, das Spice Girls, cerca de um mês e meio atrás e elas me disseram, que elas me querem, você sabe, fazer algum trabalho, em seu álbum, então eu estou pensando em ir Para Londres no final de janeiro, início de fevereiro para trabalhar no álbum, então elas devem ser legais. Estou pronto para isso, ele ainda terá um apelo pop, mas as batidas serão um pouco mais difíceis." Mais tarde, em outubro de 1999, Jerkins também disse: "Eu fiz três músicas com elas, e todo que eu tenho mostrado para elas, não pode acreditar que é as Spice Girls. Eu gosto de criar para o artista no local. Tinha que fazer as Spice Girls 10 meses antes, mas eu não escrevi uma única letra ou fiz uma única faixa antes de chegar a Londres. Nós começamos a trabalhar, sobre as canções no dia em que eu as conheci, porque eu queria ter a vibração delas, Nós fizemos três músicas em cinco dias".

## Lançamento
Em março de 2000, a BBC Radio, anunciou que o primeiro single de seu próximo terceiro álbum seria "Holler". No entanto, em maio, Melanie Chisholm disse à revista Heat, que o primeiro single do álbum seria uma balada intitulada "Let Love Lead the Way" e seria lançado em agosto. Em julho de 2000, as meninas disseram que o primeiro single ainda não havia sido escolhido, e que ainda estavam em discussão, sobre qual será o primeiro single. Finalmente, no final de julho, Melanie C confirmou a T4, que o novo single será um duplo A-Side, de "Let Love Lead the Way" e "Holler", dizendo que o vídeo de "Let Love Lead the Way" foi filmado semana antes.

## Composição
"Let Love Lead the Way" foi escrito pelas integrantes do grupo Victoria Beckham, Melanie Brown, Emma Bunton e Melanie Chisholm, juntamente com Rodney Jerkins, LaShawn Daniels, Fred Jerkins III e Harvey Mason, Jr., enquanto a produção Foi feita por Darkchild e Mason, Jr.. "Let Love Lead the Way" é uma canção inspiradora, com as meninas cantando palavras de sabedoria para uma menina. No refrão, elas cantam, "Parte de mim ri/Parte de mim chora/ Parte de mim quer questionar por que [...] Basta manter a fé/E deixar o amor liderar o caminho." Acreditado para ser escrito sobre Geri Halliwell.

## Recepção da critíca
A música foi muito bem recebida pela maioria dos críticos de música. Helen Marquis da Amazon.com, chamou-lhe uma "balada das Spice instantaneamente reconhecível", enquanto Sputnikmusic, chamou-lhe uma "balada linda". O  The Bland Is Out There, nomeou-o "uma balada doce e contínua." David Browne de Entertainment Weekly, criticou a faixa, escrevendo que "poderia ser cantado por todo o grupo urbano de meninas da rádio." Whitney Matheson do USA Today, Criticou as letras e escreveu que "eu ouvi jingles mais atraentes, em comerciais de produtos femininos, embora eu deva admitir que estou impressionada com a perspectiva de terceira pessoa profundamente imaginativa." Ao rever o álbum de Greatest Hits, do grupo, Nick Levine da Digital Spy, escreveu que "os números de R&B de Jerkins, gaguejantes do álbum Forever ('Holler', 'Let Love Lead The Way'), não conseguem capitalizar o senso de malícia britânico, mas funciona brilhantemente em dois níveis".

## Desempenho comercial
No Reino Unido, em 24 de outubro de 2000, os números de vendas antecipadas relataram que "Holler/Let Love Lead the Way", estava definido para estrear no número um. Vendendo 31.000 cópias, durante o primeiro dia de venda. Em 29 de outubro de 2000, a canção estreou no topo da UK Singles Chart, tornando-se o primeiro grupo feminino a ter nove singles número 1. A canção transformou-se no décimo primeiro número-um single no Reino Unido do grupo, com Melanie Chisholm como compositora, transformando-se a artista feminina, com mais número-uns do que qualquer outro na história da parada. Ela manteve esse título, até que Madonna o superou em 2006 com "Sorry". No entanto, Mel C continua a ser a única artista feminina a liderar as paradas como artista solo, como parte de um duo, quarteto e quinteto. O single também foi um sucesso no Canadá, alcançando o número 5 no Canadian Hot 100. Na Austrália, "Holler/Let Love Lead The Way", foi um sucesso, estreando e atingindo o pico no número 2 na ARIA Charts, tornando-se o sua mais alta posição no gráfico, desde 1998 com "Viva Forever". Na Nova Zelândia, a canção estreou no número 47 no gráfico RIANZ, permanecendo por mais uma semana na posição. Mais tarde, saltou para o número 36, também permanecendo por duas semanas na posição. Finalmente, depois de uma semana no número 29, a canção subiu para o número 2, tornando-se sua posição de pico e décimo single consecutivo da banda top-ten.

## Vídeoclipe
O vídeoclipe, foi filmado em 17 de julho de 2000. O vídeo é semelhante em conceito ao de "Holler", onde cada uma das meninas retrata um dos quatro elementos. Embora desta vez, Chisholm muda elementos com Emma Bunton, representando a terra e vestindo um vestido verde. É mostrada reclinada em uma floresta bonita, debaixo de uma árvore grande. Melanie Brown, troca elementos com Victoria Beckham e retrata o elemento ar, vestida inteiramente de branco e dançando em um quarto branco com as paredes de lona ondulando, para fora como se estivessem sendo sopradas pelo vento, enquanto as penas brancas caem continuamente do céu. Beckham está usando um vestido vermelho escuro, representando o fogo. Está dançando lentamente em um deserto estéril na noite, com rajadas do fogo que quebram-se atrás dela. Chisholm joga a parte da água, vestida na roupa predominantemente azul. Está em uma plataforma azul, como a água de cascata do teto ao assoalho. Ao longo dos versos da canção, as meninas cantam em suas próprias áreas, antes de se reunirem em uma das salas para o refrão. No final da música, cada um dos elementos começa a se misturar, como a água caindo no deserto impetuoso e o vento soprando pela floresta. As quatro meninas são então vistas, cantando juntas no deserto, onde todos os elementos estão presentes, além de um chuveiro, de faíscas atrás das meninas. A canção termina com uma cena em câmera lenta, de cada uma das meninas em suas próprias áreas e, em seguida, uma cena final de cada uma delas juntas em uma sala branca. Uma filmagem por trás da cena foi exibida em julho de 2000 no CD: UK.

## Performances ao vivo
O quarteto cantou a canção no Top of the Pops, CD:UK e National Lottery, em 2000 para a promoção do single. Em 2007 e 2008, as Spice Girls cantaram a música novamente, em sua turnê de reunião, The Return of the Spice Girls. Mesmo que a integrante do grupo Geri Halliwell, tenha voltado ao grupo neste momento, ela não participou da performance desta música, como com "Holler", que sinalizou sua saída do grupo no enredo do concerto (executando "Viva Forever" quando Geri é levada para abaixo do palco). Halliwell se juntou com o grupo, assim quando a canção termina, ela volta a ser subida no palco.

## Formatos e faixas
Estes são os formatos e as faixas dos principais lançamentos de "Let Love Lead the Way".
| - CD 1 Britânico / CD 1 americano 1. "Holler" (edição de rádio) – 3:55 2. "Let Love Lead the Way" (edição de rádio) – 4:15 3. "Holler" (MAW Remix) – 8:30 | - CD 2 Britânico 1. "Let Love Lead the Way" (edição de rádio) – 4:15 2. "Holler" (edição de rádio) – 3:55 3. "Holler" (MAW Tribal Vocal) – 7:10 4. "Let Love Lead the Way" (videoclipe) 5. "Let Love Lead the Way" (Por trás das câmeras) |

## Créditos
| - Spice Girls – Letras, vocais - Rodney Jerkins - Letras, Produtor, mixagem - LaShawn Daniels - Letras, produção vocal - Fred Jerkins III - Letras | - Harvey Mason Jr - Letras, produção - Brad Gilderman - gravação, mixagem de áudio - Dave Russell - assistente - Ian Robertson - assistente |

Publicado por Rodney Jerkins Produções/EMI Music Publishing Ltd., Fred Jerkins Música Publishing/Famous Music Corp, Música Avenue Ltd. Ltd., EMI Music Publishing (WP) Ltd.

## Desempenho nas tabelas musicais
| Chart (2000–01)                       | Maior posição |
| ------------------------------------- | ------------- |
| Alemanha (Offizielle Deutsche Charts) | 17            |
| Austrália (ARIA)                      | 2             |
| Áustria (Ö3 Austria Top 75)           | 24            |
| Bélgica (Ultratop 50 de Flandres)     | 35            |
| Bélgica (Ultratop 50 da Valônia)      | 15            |
| Canadá (Canadian Singles Chart)       | 5             |
| Dinamarca (Tracklisten)               | 4             |
| Escócia (Scottish Singles Chart)      | 1             |
| Espanha (AFYVE)                       | 5             |
| Europa (European Hot 100 Singles)     | 2             |
| Finlândia (Suomen virallinen lista)   | 6             |
| França (SNEP)                         | 44            |
| Irlanda (IRMA)                        | 3             |
| Itália (FIMI)                         | 3             |
| Noruega (VG-lista)                    | 4             |
| Nova Zelândia (Recorded Music NZ)     | 2             |
| Países Baixos (Dutch Top 40)          | 15            |
| Países Baixos (Single Top 100)        | 12            |
| Reino Unido (Official Charts Company) | 1             |
| Suécia (Sverigetopplistan)            | 8             |
| Suíça (Schweizer Hitparade)           | 15            |

| Chart (2000)                          | Posição |
| ------------------------------------- | ------- |
| Austrália (ARIA)                      | 61      |
| Itália (FIMI)                         | 64      |
| Reino Unido (Official Charts Company) | 61      |

## Vendas e certificações
| Região                                                                                             | Certificação | Vendas  |
| -------------------------------------------------------------------------------------------------- | ------------ | ------- |
| Austrália (ARIA)                                                                                   | Platina      | 70,000^ |
| Nova Zelândia (RMNZ)                                                                               | Ouro         | 7,000*  |
| Reino Unido (BPI)                                                                                  | Prata        | 200,000 |
| *números de vendas baseados somente na certificação ^distribuições baseadas apenas na certificação |              |         |